# NGC 2305
NGC 2305 est une vaste galaxie elliptique située dans la constellation du Poisson volant. NGC 2305 a été découverte par l'astronome britannique John Herschel en 1834.

## Caractéristiques
Sa vitesse par rapport au fond diffus cosmologique est de 3 605 ± 21 km/s, ce qui correspond à une distance de Hubble de 53,2 ± 3,7 Mpc (∼174 millions d'al).
À ce jour, cinq mesures non basées sur le décalage vers le rouge (redshift) donnent une distance de 45,780 ± 10,722 Mpc (∼149 millions d'al), ce qui est à l'intérieur des valeurs de la distance de Hubble. Notons cependant que c'est avec la valeur moyenne des mesures indépendantes, lorsqu'elles existent, que la base de données NASA/IPAC calcule le diamètre d'une galaxie et qu'en conséquence le diamètre de NGC 2305 pourrait être d'environ 67,0 kpc (∼219 000 al) si on utilisait la distance de Hubble pour le calculer.